# ジョン・ホール (俳優)
ジョン・ホール（Jon Hall、1915年2月23日 - 1979年12月13日）は、アメリカ合衆国の俳優。

## 出演作品
- 原子怪獣の襲来
- ザンバ
- 伝説の英雄　ロビン・フッド
- 拳銃の誓い
- スーダンの砦
- アリババと四十人の盗賊
- タヒチの食いつぶし一家
- 荒鷲戦隊
- アラビアン・ナイト
- 荒野の勇者／キット・カーソン
- ハリケーン
- 透明スパイ